# Corregimientos de Colombia
De acuerdo, al ordenamiento territorial colombiano, los concejos municipales pueden dotar a los núcleos de población alejados o no aglomerado de la cabecera municipal de funciones administrativa a cargo de una Junta Administradora Local (Jal). Esta instancia intermedia lleva el nombre de Corregimiento. La Jal envían una terna para designar el corregidor.
Su equivalente en las cabeceras municipales son las comunas.
Su función principal es funcionar como una instancia intermedia del área rural correspondiente con la administración del municipios que hace parte. Su equivalente en las cabeceras municipales son las comunas.
Según el artículo 117 de la Ley 1551 de 2012, con el fin de mejorar la prestación de los servicios y asegurar la participación de la ciudadanía en el manejo de los asuntos públicos de carácter local, los concejos podrán dividir sus municipios en corregimientos en el caso de que ciertos centros poblados y veredas contiguas tengan al menos 1000 habitantes. En el acuerdo mediante el cual se divida el territorio del municipio en corregimientos se fijará su denominación, límites y atribuciones, y se dictarán las demás normas que fueren necesarias para su organización y funcionamiento. 
Los alcalde municipales podrá delegar mediante acto administrativo, en los corregimientos, funciones expresas en materias de prestación de servicios públicos, administración de bienes inmuebles y recaudo de ingresos tributarios que sean propias de la administración municipal. 

## Administración
Los corregimientos está a cargo de una Junta Administradora Local (integrada por no menos de tres ni más de nueve miembros, elegidos por votación popular para un período de cuatro años que deberán coincidir con el período del Concejo Municipal). 
Para el adecuado e inmediato desarrollo de los corregimientos, las Jal enviará una terna al alcalde para que eliga al corregidor como autoridades administrativas, los cuales coordinadamente con la participación de la comunidad, cumplirán en el área de su jurisdicción las funciones que les asignen los acuerdos y les deleguen los alcaldes con sujeción a las leyes vigentes.
Los corregidores como autoridades de convivencia cumplirán con las funciones a ellos asignadas por las normas vigentes en esta materia. En los corregimientos donde se designe corregidor no habrá inspectores departamentales ni municipales de policía, pues dichos corregidores ejercerán tales funciones.
Los alcaldes designarán a los corregidores de ternas presentadas por la respectiva junta administradora local, con quienes coordinarán sus tareas de desarrollo comunitario.
Los actos que expiden los corregidores en ejercicio de las funciones que se les haya desconcentrado, se denominarán Resoluciones. Los corregidores podrán presentar "Proyectos de Acuerdo Local" y propuestas ante las respectivas juntas administradoras locales, en relación con los asuntos de competencia de estas.

## Ejemplos

Corregimientos del municipio de Manizales
Corregimientos del distrito de Medellín
Corregimientos del municipio de Neiva
Corregimientos del distrito de Santiago de Cali
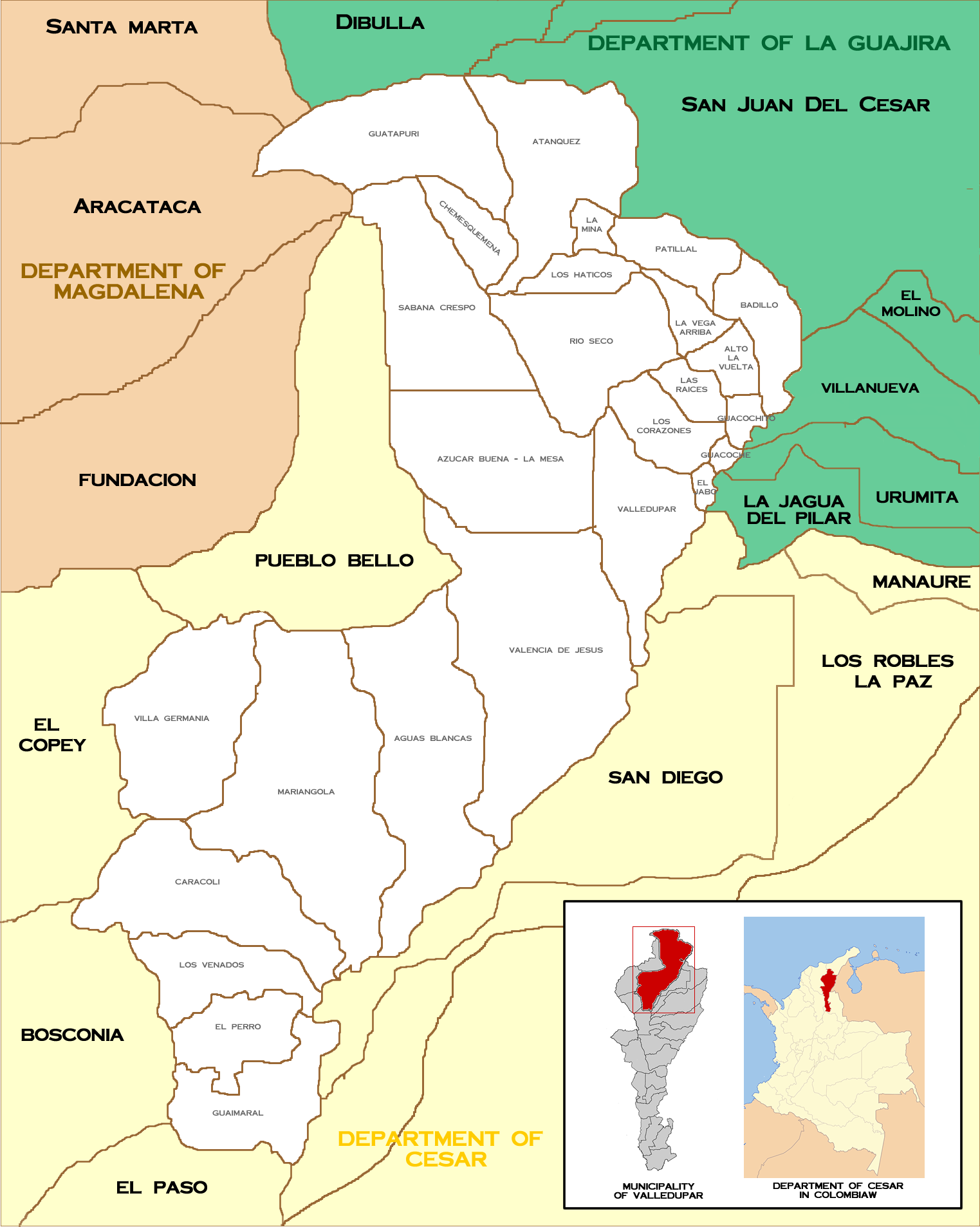
Corregimientos del municipio de Valledupar